# Fattore X
Il fattore X, conosciuto anche con l'eponimo fattore di Stuart-Prower o come protrombinasi, è un enzima della cascata della coagulazione. Si tratta di una endopeptidasi, ovvero di una serin proteasi (proteasi di gruppo S1). Il fattore è presente nel plasma 
a una concentrazione di norma compresa tra 0,8 e 1,2 mg/dl e rappresenta il proenzima essenziale per la protrombinasi nella via comune.
Il fattore X viene attivato, per idrolisi, nel fattore Xa mediante il fattore IX (con il suo cofattore, il fattore VIII in un complesso noto come X-asi intrinseco) e il fattore VII con il suo cofattore, fattore tissutale (un complesso noto come X-asi estrinseco). È quindi il primo membro del percorso comune finale o della via della trombina.
Agisce tagliando la protrombina in due punti (un legame arginina-treonina e quindi un arginina-isoleucina), che produce la trombina attiva. Questo processo è ottimizzato quando il fattore Xa è complessato con il co-fattore V attivato nel complesso protrombinasi.
Il fattore Xa è inattivato dall'inibitore della proteasi Z-dipendente dalla proteina (ZPI), un inibitore della serina proteasi (serpin). L'affinità di questa proteina per il fattore Xa è aumentata di 1000 volte dalla presenza della proteina Z, mentre non richiede la proteina Z per l'inattivazione del fattore XI. I difetti nella proteina Z portano ad un aumento dell'attività del fattore Xa e ad una propensione alla trombosi.
L'emivita del fattore X è di 40-45 ore.

## Fisiologia
Il fattore X è un fattore della coagulazione sintetizzato da parte della ghiandola epatica. Per la sua sintesi è necessaria la presenza, come cofattore, di vitamina K.
Il fattore X può essere convertito nella forma attiva (Xa, dove "a" sta per "attivato") sia dal fattore IX, in un complesso con il fattore VIII, fosfolipidi di membrana e calcio (ovvero tramite la via intrinseca), sia dal fattore VII in presenza di fattore tissutale (attraverso la via estrinseca). È quindi il primo membro della via comune o via della trombina.
Il fattore agisce con l'adesione della protrombina in due siti (un legame Arg-Thr e poi un legame Arg-Ile), che produce la trombina attiva. Questo processo è ottimizzato quando il fattore X attivato (Xa) è complessato con il co-fattore V attivato nel complesso protrombinasi.
Il fattore Xa è inattivato dalla proteina inibitrice della proteasi Z-dipendente (ZPI), un inibitore della serina proteasi (serpina).
L'affinità di questa proteina per il fattore Xa viene aumentata di 1000 volte dalla presenza della proteina Z, mentre la proteina Z non è necessaria per l'inattivazione del fattore XI.
Difetti nella proteina Z comportano una maggiore attività del fattore Xa ed una tendenza alla trombosi. Un rapporto tra deficit di proteina Z e arteriopatie ischemiche come l'ictus, la sindrome coronarica acuta o l'arteriopatia periferica è stata descritta, ma non confermata da tutti gli studi. Sembra inoltre che una carenza di proteina Z potrebbe essere anche un fattore di rischio per gli aborti precoci ed essere associata ad un aumentato rischio di sindrome da anticorpi antifosfolipidi.
L'emivita del fattore X si aggira sulle 40-45 ore.

## Struttura del fattore Xa
La prima struttura cristallina del fattore Xa umano è stata depositata nel maggio 1993. Fino a oggi un totale di 191 strutture cristalline del fattore Xa con vari inibitori sono state depositate nella banca dati delle proteine.
Il sito attivo del fattore Xa è suddiviso in quattro "subtasche" note come S1, S2, S3 e S4. La subtasca S1 può essere considerata la componente principale del sito attivo e ne determina la selettività e la capacità di legame. La subtasca S2 è piccola, superficiale e non ben definita. Si fonde con la subtasca S4.
La subtasca S3 è posizionata sul bordo della subtasca S1 ed è abbastanza esposta al solvente. La subtasca S4 presenta 3 domini di legame al ligando, vale a dire la "scatola idrofoba", il "buco cationico" e il sito per l'acqua.
Gli inibitori del fattore Xa generalmente si legano in una conformazione a forma di L, in cui un gruppo del ligando occupa la tasca anionica S1 fiancheggiata dai residui Asp189, Ser195, e Tyr228, e un altro gruppo del ligando occupa la tasca aromatica S4 aromatico fiancheggiata dai residui Tyr99, Phe174, e Trp215. Tipicamente un gruppo legante piuttosto rigido colma questi due siti di interazione.

## Genetica
Il gene che codifica per il fattore X umano si trova localizzato sul tredicesimo cromosoma (13q34).

## Ruolo nella malattia
Un deficit congenito del fattore X è molto raro (si stima 1 caso ogni 500 000/1 000 000 individui), e clinicamente può presentarsi con epistassi (sangue dal naso), emartro (raccolta di sangue a livello delle articolazioni) e sanguinamento gastrointestinale.

Oltre al deficit congenito, bassi livelli di fattore X possono verificarsi occasionalmente in un certo numero di stati di malattia.
Per esempio un deficit di fattore X si verifica nei soggetti affetti da amiloidosi e può associarsi a disordini di tipo emorragico o trombotico.
In questo deficit acquisito il fattore X è adsorbito dalle fibrille amiloidi nel sistema vascolare.

Una carenza di vitamina K o antagonismo da warfarin (o farmaci simili) porta alla produzione di un fattore X inattivo. Nei soggetti in terapia con warfarin, questo fatto è desiderabile in quanto previene la trombosi.
A partire dalla fine del 2007, quattro anticoagulanti su cinque in fase di studio avevano come target questo enzima.
L'inibizione del fattore Xa offre, infatti, un approccio alternativo per la terapia anticoagulante.

## Uso terapeutico
Il fattore X è parte del plasma fresco congelato e del complesso protrombinasi. In commercio esiste un unico concentrato di fattore X, prodotto dalla società CSL Behring con il nome di Fattore XP Behring.

## Utilizzo in biochimica
Il fattore Xa proteasi può essere usato in biochimica per la scissione delle etichette proteiche (proteine fuse in un breve peptide) e migliorare così l'espressione o purificazione della proteina di interesse. Il suo sito di scissione preferito (dopo l'arginina in ile-glu/asp-gly-arg) può essere facilmente costruito tra la sequenza dell'etichetta e la proteina di interesse. Dopo l'espressione e la purificazione, l'etichetta viene quindi rimosso per via proteolitica dal Fattore Xa.

## Fattore Xa
Le vie della coagulazione del sangue in vivo dimostrano il ruolo centrale svolto dalla trombina.
Il fattore Xa è la forma attivata del fattore della coagulazione trombochinasi, noto anche con l'eponimo di fattore Stuart-Prower.
Il fattore X è un enzima, una endopeptidasi della serina, che svolge un ruolo chiave in diverse fasi del sistema di coagulazione. 
Il fattore X è sintetizzato nel fegato. Gli anticoagulanti più comunemente utilizzati nella pratica clinica (il warfarin, l'eparina e le eparine a basso peso molecolare) agiscono inibendo in vari gradi l'azione del fattore Xa.
I modelli tradizionali di coagulazione sviluppati nel 1960 prevedono due cascate distinte, la via estrinseca (fattore tissutale) e la via intrinseca. Queste vie convergono in un punto comune: la formazione del complesso fattore Xa/Va che insieme con il calcio si legano su una superficie fosfolipidica a generare la trombina (Fattore IIa) a partire dalla protrombina (Fattore II).
Un nuovo modello, il modello di anticoagulazione basato sulle cellule, sembra spiegare meglio la procedura descritta nella coagulazione. Questo modello prevede tre fasi: 1) inizio della coagulazione sulle cellule che presentano il fattore tissutale (TF), 2) amplificazione del segnale procoagulante generato dalla trombina sulla cellula che espone il TF e 3) la propagazione della generazione di trombina sulla superficie delle piastrine.
Il fattore Xa gioca un ruolo fondamentale in tutte e tre queste fasi.
Nella fase 1, il fattore VII si lega alla proteina transmembrana TF, esposta sulla superficie delle cellule, ed è convertito a fattore VIIa.
Il risultato è un complesso VIIa/fattore TF che catalizza l'attivazione del fattore X e del fattore IX.
Il fattore Xa formatosi sulla superficie della cellula che espone sulla propria superficie il TF interagisce con il fattore Va per formare il complesso protrombinasi che viene a generare piccole quantità di trombina.
Nella fase 2, lo stadio di amplificazione, se è stata generata abbastanza trombina, si verifica l'attivazione delle piastrine e dei cofattori associati alle piastrine.
Nella fase 3, la fase di generazione della trombina, il fattore XI attivato (XIa) attiva il fattore IX libero sulla superficie delle piastrine attivate. Il fattore IX attivato(IXa) con il fattore VIII (VIIIa) forma il complesso "tenasi". Questo complesso "tenasi" attiva una maggiore quantità di fattore X, che a sua volta forma nuovi complessi protrombinasi con il fattore V attivato (Va). Il fattore Xa è il componente principale del complesso protrombinasi che converte grandi quantità di protrombina, l'"esplosione di trombina". Ogni molecola di fattore Xa può generare 1000 molecole di trombina. Questa grande "esplosione di trombina" è responsabile della polimerizzazione della fibrina a formare un trombo.
L'inibizione della sintesi o dell'attività del fattore X è il meccanismo di azione che accomuna molti anticoagulanti in uso oggi. Il warfarin, un derivato sintetico della cumarina, è l'anticoagulante orale più utilizzato negli Stati Uniti ed in Europa. In alcuni paesi europei, sono utilizzati altri derivati cumarinici (fenprocumone e acenocumarolo). Questi agenti sono antagonisti della vitamina K. La vitamina K è essenziale per la sintesi epatica dei fattori II (protrombina), VII, IX e X.
L'eparina (eparina non frazionata) ed i suoi derivati, le eparine a basso peso molecolare (EBPM), si legano ad un cofattore plasmatico, l'antitrombina (AT) per inattivare alcuni fattori della coagulazione: IIa, Xa, XIa e XIIa.

L'affinità dell'eparina non frazionata e delle varie EBPM per il fattore Xa varia notevolmente. 
L'efficacia degli anticoagulanti a base di eparina aumenta all'aumentare della selettività per il fattore Xa.
Le eparine a basso peso molecolare (EBPM) mostrano un'aumentata capacità di inattivazione del fattore Xa se paragonate all'eparina non frazionata, e fondaparinux, un agente pentasaccaride di sintesi basato sulla sequenza pentasaccaridicica critica di eparina, mostra più selettività rispetto alle EBPM. L'inattivazione del fattore Xa determinata dalle eparine è definito "indiretto", dato che si basa sulla presenza dell'antitrombina (AT) e non una interazione diretta con il fattore Xa.
Recentemente è stata sviluppata una nuova serie di specifici inibitori ad azione diretta sul fattore Xa. 
Questi includono i farmaci rivaroxaban, apixaban, betrixaban, LY517717, darexaban (YM150), edoxaban. Questi agenti hanno diversi vantaggi teorici rispetto agli anticoagulanti attualmente in uso. Sono somministrabili per via orale e si caratterizzano per una rapida insorgenza d'azione. Inoltre sono teoricamente più efficaci contro il fattore Xa in quanto inibiscono sia il fattore Xa libero che fattore Xa nel complesso protrombinasi.

## Storia
Gli scienziati americani e britannici descrissero il deficit di fattore X in modo indipendente nel 1953 e nel 1956, rispettivamente. Come con alcuni altri fattori della coagulazione, il fattore X è stato inizialmente chiamato con il nome di questi pazienti, il signor Rufus Stuart (1921) e la signorina Audrey Prower (1934).